# Jaroslav Balaštík
Jaroslav Balaštík, född 28 november 1979 i Uherské Hradiště, tjeckisk ishockeyspelare. Balastik har spelat 74 NHL-matcher med Columbus Blue Jackets. Den 13 december 2006 skrev Balastik på för det svenska elitserielaget HV71, där han fick spela med landsmannen Jan Hrdina, som han också tidigare spelat tillsammans med i Columbus.
Balastik stannade bara säsongen ut i HV71 och spelar sedan dess i det tjeckiska laget HC Zlin igen.

## Klubbar
- HC Zlin
- HPK
- Columbus Blue Jackets
- Syracuse Crunch
- HV71

## Meriter
- VM-silver 2006